# Expedição Baudin

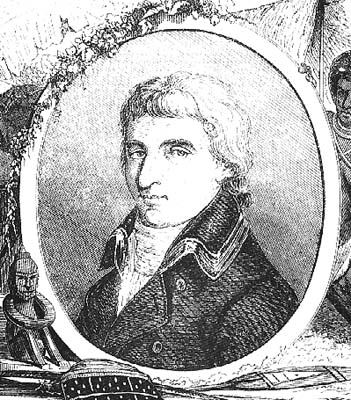
Nicolas Baudin, líder da expedição.

A expedição Baudin foi uma viagem de exploração científica patrocinada pela Marinha Francesa e dirigida por Nicolas Baudin, que partiu em 19 de outubro de 1800 de Le Havre com os navios Géographe e Naturaliste, e que durante mais de três anos navegou pelos mares do sul, para lá do cabo da Boa Esperança e até ao oceano Pacífico. 
Marcada por um encontro com o explorador britânico Matthew Flinders ao largo das costas da Austrália, o que indicou aos europeus que a ilha era na realidade um continente, a viagem custou a vida de muitos homens, incluindo o próprio capitão, que morreu de tuberculose em 1803 na ilha de França (hoje Maurícia). No entanto, a viagem permitiu a muitos cientistas que nela participaram fazer as primeiras descrições verdadeiramente científicas de muitos dos territórios austrais e dos povos indígenas, desde o vulcão Piton de la Fournaise aos aborígenes australianos. 

## Preparativos
A expedição tinha os objetivos mais elevados dos cientistas da Société des observateurs de l'homme, fundada por Louis-François Jauffret. Para guiar os exploradores nas suas investigações, o naturalista Georges Cuvier tinha preparado uma Note instructive sur les recherches à faire relativement aux différences anatomiques des diverses races d'homme [Nota informativa sobre as investigações a realizar relativas às diferenças anatómicas das diversas raças do homem] e o barão Joseph-Marie de Gérando as Considérations sur les diverses méthodes à suivre dans l'observation des peuples sauvages [Considerações sobre os distintos métodos a seguir na observação de povos selvagens]. Bernard Germain de Lacépède, por seu lado, tinha constituído uma biblioteca científica para o seu protegido Bory de Saint-Vincent, que lamentavelmente chegou demasiado tarde para ser levada a bordo. 
Pierre-François Keraudren, primeiro médico da Marinha, foi o encarregado de escrever as instruções sanitárias que deviam ser observadas na viagem.

### Navios

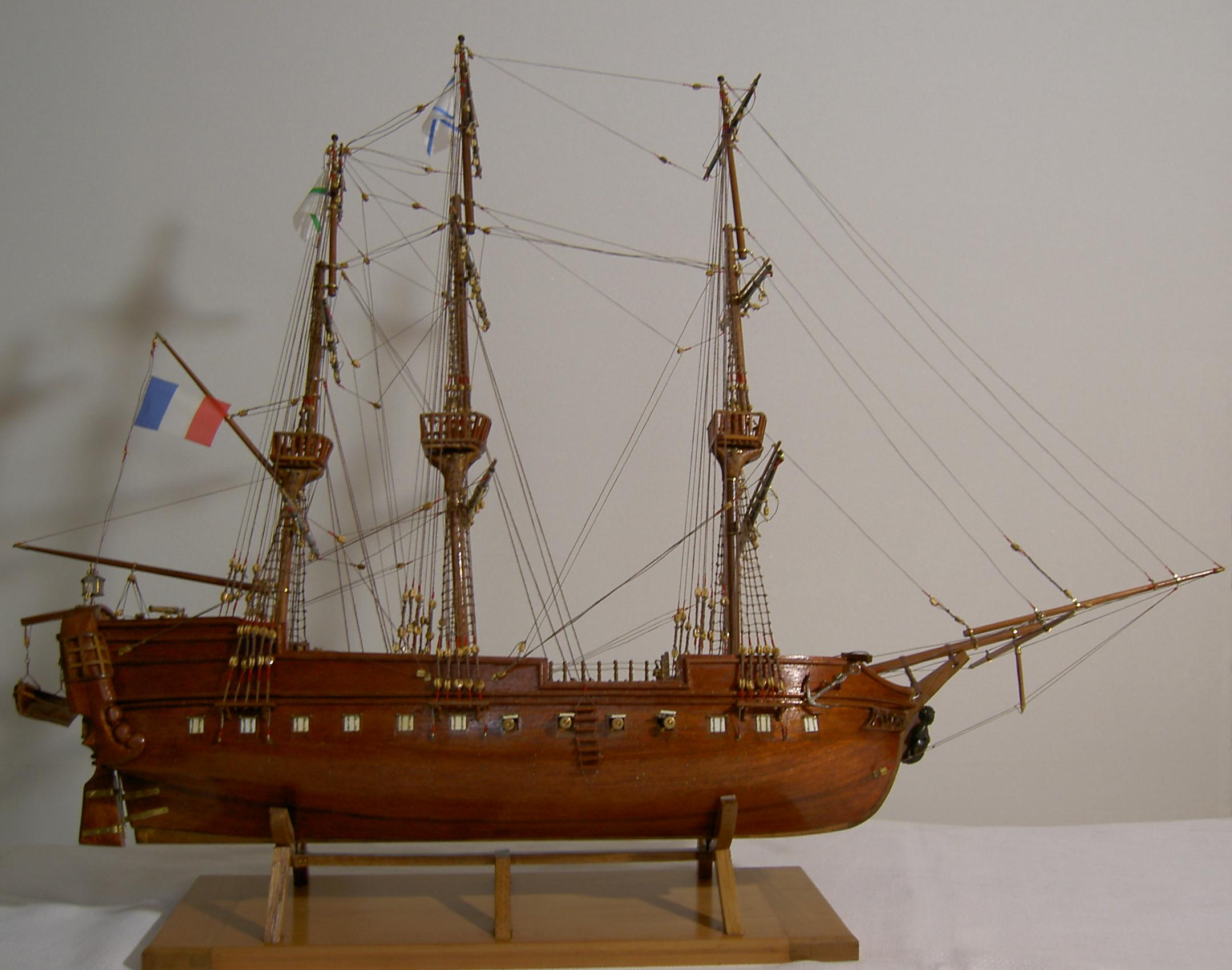
Maqueta do Géographe.

A expedição começou com dois barcos, corvetas cuja quilhae era revestida a cobre: Le Géographe e Le Naturaliste. Dezoito pessoas formavam o estado-maior da primeira e quinze o da segunda. Estavam equipados com filtros de água desenhados por Cuchet e Smith e proporcionados pelo governo francês.

### A biblioteca
Embora escassa, a biblioteca continha algumas relações de viagem interessantes, a décima-terceira edição do Systema Naturae, o Genera plantarum de Antoine-Laurent de Jussieu, assim como as obras de Étienne Pierre Ventenat. Também tinha o Dicionário de Trévoux, uma Encyclopédie, as memórias de René-Antoine Ferchault de Réaumur e a compilação de Jacques-Christophe Valmont de Bomare.

### Principais participantes

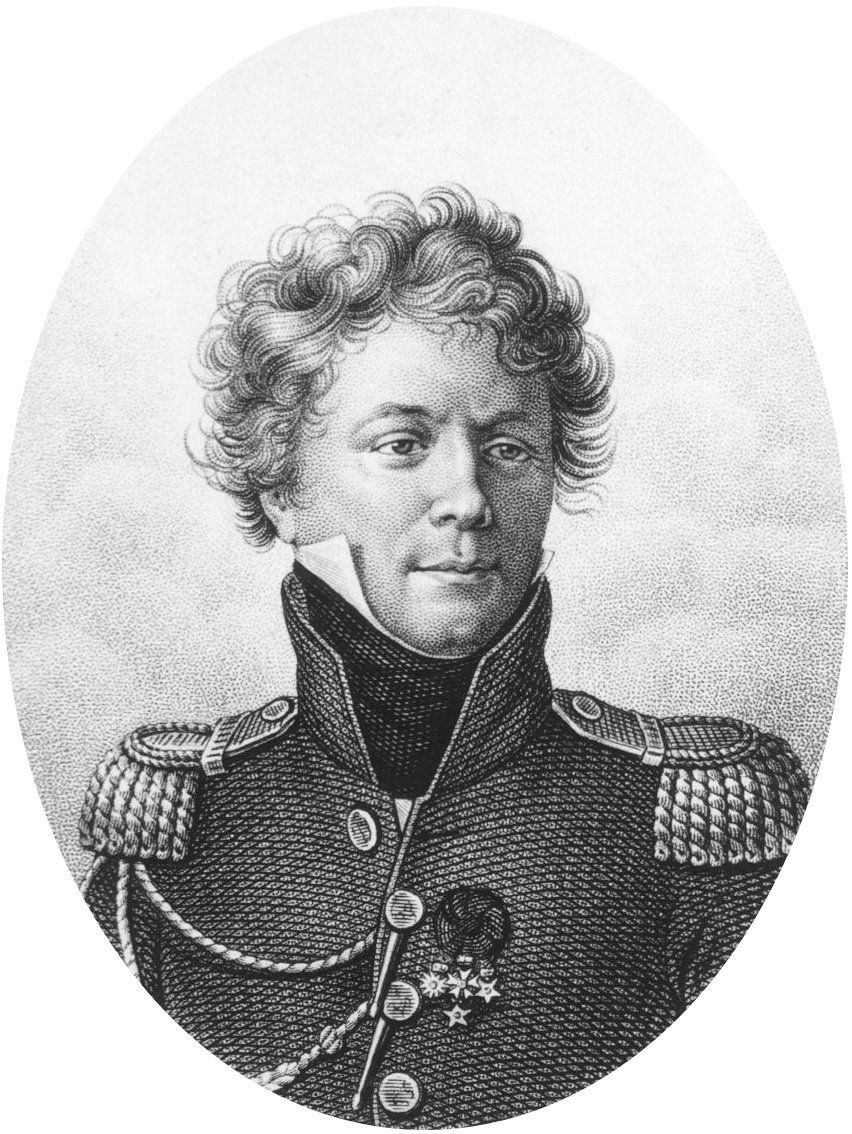
Jean-Baptiste Bory de Saint-Vincent, principal cronista da expedição

Segundo Jean-Baptiste Bory de Saint-Vincent (1778-1846), naturalista que abandonou a expedição na ilha Maurícia, « jamais expedição alguma tinha sido composta melhor para o progresso das ciências » (« jamais expédition n'avait été mieux composée pour le progrès des sciences »), já que as potências europeias enviavam barcos por todo o mundo para o compreender melhor. De facto, segundo ele, «cada viajante, animado por um zelo raro, levava consigo os talentos, o desejo mais sincero de aprender e a vontade de ser útil» (« chaque voyageur, animé d'un zèle rare, portait avec lui des talents, le désir le plus sincère de s'instruire, et a volonté d'être utile »). Um pormenor importante para o resto da expedição, que viu a morte de muitos homens e que segundo estimou «os jovens e a saúde da maioria lhes permitiu a esperança de suportar todo o tipo de dificuldades» (« la jeunesse et a santé da plupart leur permettaient l'espoir de supporter toutes sortes de fatigues »).
Também segundo Bory de Saint-Vincent, « os oficiais da Armada destinados a conduzir os naturalistas foram uma excelente escolha, e, o que não se dá entre todas as pessoas da sua condição, de uma amabilidade e urbanidade perfeitas ») (« les officiers de marine destinés à conduire les naturalistes étaient d'un choix excellent, et, ce qu'on ne trouve pas chez toutes les personnes de leur état, d'une amabilité et d'une urbanité parfaites ».

## Cronologia da viagem

### Travessia até à Terra Australis

#### A partida
Partindo de Paris em 30 de setembro de 1800, Jean-Baptiste Bory de Saint-Vincent chegou a Le Havre em 2 de outubro às seis da manhã. Nicolas Baudin estava já na cidade há vários dias. Os participantes da expedição conheceram-se durante uns dias até que as circunstâncias lhes permitiram fazer-se ao mar..
Em 18 de outubro, por temor a não ser capaz de tirar proveito da água alta que lhe falhou na maré do dia 7 desse mês, Nicolas Baudin tentou fazer sair do porto o Naturaliste embora tivesse ventos contrários. Esta tentativa fracassou e o navio teve de regressar às dez da manhã, na presença de muitos populares que cobriam o molhe que avançava pelo mar. Até 19 de outubro, pelas oito horas, o Naturaliste não pôde abandonar o porto, mas quando saiu não houve nenhum contratempo, sendo seguido do Géographe e de uma corveta dos Estados Unidos que levava o embaixador dos Estados Unidos de regresso ao seu país.
Cerca de três horas mais tarde, os barcos estavam ao alcance de uma fragata britânica que bloqueava o porto de Le Havre. O seu capitão ameaçou o comandante Baudin, embora logo o deixasse passar depois de comprovar os passaportes da corte de Londres de que dispunha a expedição. Pela tarde, encontrou-se a bordo do Naturaliste vários passageiros clandestinos e deu-se conta da falta de dois marinheiros e de um encarregado pela alimentação. No Géographe também se encontrou um alemão chamado Gutes que esperava voltar à ilha de França, de onde se tinha exilado.
A segunda noite a bordo foi dura e o mar golpeou Bernier e Dumont. Este último permaneceu na cama durante dois dias. No entanto, segundo Bory de Saint Vincent, logo reinava entre todos os participantes da expedição uma união que o tempo só fez reforçar, ao ponto de o naturalista escrever alguns anos depois que a viagem tinha sido um dos períodos mais felizes da sua vida, quando se formaram «tantos laços valiosos» («tant de liaisons précieuses»). A título pessoal, os seus principais amigos eram Pierre Bernard Milius, Pierre-François Bernier e François Péron.

#### A escala nas ilhas Canárias
Atrasada pelo Naturaliste, que teve problemas em 25 de outubro, a expedição chegou perto da ilha da Madeira em finais de outubro de 1800. Em 31 desse mês sofreu um ataque de um cúter espanhol que pensava que eram britânicos e que os seguiu a noite e manhã seguintes antes de desaparecer. Pouco depois, por volta das duas e meia, a Gran Canaria surgia no horizonte.
Na manhã de 2 de novembro, a expedição foi a terra em Tenerife, num ponto da costa norte da ilha. Bory, Bernier e Péron  dedicaram-se de imediato às observações botânicas que lhes permitiram descobri uma cana-de-açúcar (Saccharum foliis). Fizeram então um descanso. Durante a travessia até esse momento, a tripulação não pôde comer nenhum peixe e estava farta do pão feito em Le Havre e do leite quente que todas as manhãs lhes levava Nicolas Baudin, que não faltou nem no dia da chegada ao arquipélago.
Os membros da expedição encontraram-se pouco depois com Pierre Marie Auguste Broussonet, que se tinha estabelecido como responsável pelo comércio com a França. Foram alojados por André Michaux na noite de 2 para 3 de novembro e foi oferecida uma múmia guanche a Bory de Saint Vincent. Além disso, informou a expedição de que um barco cheio de prisioneiros britânicos partiria para Gibraltar, o que permitiu a alguns novatos, já cansados da viagem, regressar por mar para a Europa. Infelizmente para estes, houve um motim, o que obrigou o pessoal a voltar à Gran Canaria em chalupas, deixando o navio em mãos inexperientes.
Em Tenerife, os membros da expedição científica que permaneciam na ilha dedicaram-se ao trabalho de recolha: enquanto os naturalistas percorriam o vale de Santa Cruz e a lagoa, os mineralogistas levaram muitas pedras a ponto de colapsar sob o seu peso no final do dia. Belfin teve de responder à chamada de um doente que que pediu a sua presença em La Orotava. Em última instância, a estadia durou um total de onze dias, mas os últimos perderam-se já que as expedições a locais mais afastados foram suspensas por uma saída anunciada como iminente, mas constantemente adiada. Estas circunstâncias impediram a ascensão ao pico do Teide.

#### Viagem até ao Cabo da Boa Esperança
A expedição partiu de Tenerife em 13 de novembro, reabastecida com frutas e animais vivos por um grupo de mulas organizado por um marquês local e que chegara nessa mesma manhã aos barcos. Bory de Saint-Vincent cartografou cuidadosamente a enseada de Santa Cruz e a cidade próxima com os instrumentos do Naturaliste, que se uniu ao outro navio. Hamelin aproveitou a oportunidade para dizer ao seu superior pela borda que quinze homens tinham desembarcado e que cinco estrangeiros subiram a bordo durante a escala, já que nesse momento os dois navios não tinham binóculos. o incidente causou preocupação a Nicolas Baudin e incitou os marinheiros a navegar à distância durante os dias seguintes.
De facto, o Naturaliste avançava a um ritmo lento e não conseguiu avançar mais que um grau de latitude em oito dias durante a segunda metade do mês de novembro, depois de ter passado o trópico de Câncer, aproximadamente a 21° oeste do meridiano de Paris, em 14 de novembro. Acompanhados por peixes voadores a partir do dia seguinte, estavam a sul da Serra Leoa em 29 de novembro. Os dias seguintes foram marcados pela captura de dois golfinhos fêmea pelo contramestre do Naturaliste: os marinheiros penduraram-nos pela cauda e no final beberam o seu sangue em copos cheios. Três dias mais tarde, todo o barco começou a consumir a sua carne, que preferiram à carne de porco salgada servida até ao momento. As douradas substituí-los-iam mais tarde.
No Naturaliste, à passagem da linha do equador, após os primeiros dias de dezembro de 1800, foi celebrada com uma garrafa de vinho de Bordéus e com licor de Marie Brizard. Além do lançamento de um foguete pelo Naturaliste em 17 de dezembro, os dias passaram sem problemas e os barcos passaram frente à ilha Trinidad, sem a ver no dia 26. Do mesmo modo, passaram Tristão da Cunha em meados de janeiro de 1801 sem desembarcar apesar de Hamelin ter discutido esta possibilidade à partida de Tenerife. A primeira terra foi avistada em 3 de fevereiro de 1801: era a ponta meridional de África.
O cabo da Boa Esperança foi dobrado antes de meados do mês. Pouco depois, em 16 de fevereiro, o capitão do Naturaliste fez celebrar o quarto mês de viagem com vinho das Canárias e com poncha. Por azar, a grande vela rompeu-se em 3 de março às 4:30 da tarde, uma hora após o vento ter mudado de direcção. Na noite seguinte, as restantes também foram danificadas por uma tormenta. O navio encontrava-se «tour-à-tour précipité dans une vallée ténébreuse, voisine des derniers gouffres de l'Océan, ou subitement surélevé sur une montagne mugissante qui s'écroule bientôt en écume». Os dois foguetes que lançou ficaram sem resposta do Géographe.

### Estadia nas Ilhas Mascarenhas
Os barcos reencontrar-se-iam em 5 de março, continuando a sua viagem num mar calmo, mas com a tripulação num estado que descreve Bory sobre si mesmo, como de uma «delgadez verdadeiramente extraordinária» («une maigreur vraiment extraordinaire»). Felizmente para os homens, a Ilha de França (hoje a Maurícia) e vários ilhéus situados na sua costa norte, finalmente apareceram em 14 de março às cinco da tarde, e uma hora mais tarde, avistaram o centro da Ilha Redonda, a nor-noroeste. A âncora foi lançada no início da tarde, depois de a expedição ter disparado uns tiros de canhão que ficaram sem resposta. No entanto, foram visitados no dia 16 por um comité de médicos e cirurgiões para inspecionar os visitantes antes da sua chegada, para evitar um novo surto de doenças. Todos estavam bem a bordo, tirando Charles Baudin, Frédéric de Bissy e Jacques-Gérard Milbert, cuja saúde estava muito mal.

## Descobertas

### Geografia

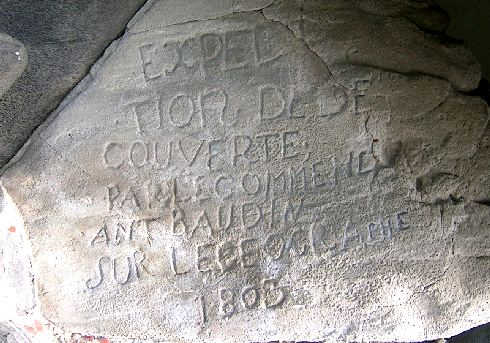
Inscrição deixada por um passageiro do Géographe na ilha Kangaroo em 1803.

A expedição descobriu e nomeou partes importantes da costa australiana, incluindo as ilhas Montalivet e a península de Fleurieu.

### Zoologia
A expedição recolheu a pele de um emu-negro (Dromaius ater, espécie extinta), o único exemplar conhecido desta espécie. Hoje está no o Museu Nacional de História Natural de Paris. 
Bory de Saint Vincent foi o primeiro a descrever a cavala-serpente (Gempylus serpens) sob o nome de Acinacea notha graças a um espécimen capturado durante a expedição na costa da África Ocidental em 23 de novembro de 1800. Também descreveu o Monophora noctiluca, pescado em 4 de dezembro, e o Biphore biparti, recuperado em finais de janeiro de 1801. Descreveu o Carinaria fragilis, capturado em fevereiro frente à África do Sul.

### Botânica
- Lobelia broussonetia foi descrita par Bory de Saint-Vincent em Tenerife.[4]

## Publicações subsequentes
- Voyage dans les quatre principales îles d'Afrique, Jean-Baptiste Bory de Saint-Vincent.
- Voyage de découverte aux terres Australes, François Péron.
- Nouveau dictionnaire d'histoire naturelle, Louis Jean Pierre Vieillot, 1816-19.

### Filmografia
- Navigators, Klaus Toft, Bfs Entertainment, 2002.
- La course aux terres australes, Olivier Julien, Gédéons, 2002.